# Westendorf (Glandorf)
Westendorf ist ein Ortsteil der Gemeinde Glandorf im Landkreis Osnabrück in Niedersachsen. Der Ort liegt südwestlich des Hauptortes Glandorf an der B 51.

## Geschichte
Am 1. Juli 1972 wurde die Gemeinde Westendorf zusammen mit Averfehrden, Glandorf, Remsede, Schierloh, Schwege und Sudendorf in die Gemeinde Laer (ab dem 1. September 1975 Bad Laer) eingegliedert. Am 1. Mai 1981 wurde die Gemeinde Glandorf ausgegliedert. Mit Ausnahme von Remsede kamen alle damals nach Laer eingemeindeten Orte, somit auch Westendorf, zur Gemeinde Glandorf.